# البانتسی
البانتسی (به لاتین: Albantsi) یک سکونتگاه مسکونی در بلغارستان است که در استان کرجالی واقع شده‌است.

## خصوصیات
البانتسی ۰٫۸۰۷ کیلومترمربع مساحت و ۲ نفر جمعیت دارد.